# アール・トーマス
アール・トーマス（英語: Earl Winty Thomas III、1989年5月7日 - ）は、テキサス州オレンジ出身のアメリカンフットボール選手である。ポジションはフリーセイフティで、現在はフリーエージェントとなっている。2010年のNFLドラフト1巡目でシアトル・シーホークスに指名され、ディフェンスの中心メンバーとして活躍した。カム・チャンセラー、リチャード・シャーマンらとともに、リージョン・オブ・ブーム（LOB）と呼ばれる優れたセカンダリーを形成した。第48回スーパーボウルではデンバー・ブロンコスを下し優勝を果たした。オールプロ計5度（ファーストチーム3回、セカンドチーム2回）選出、プロボウル7回選出。2020年、NFLが選ぶ2010年代のオールディケイドチームに選出された。

## 来歴

### 高校時代
テキサス州オレンジのウエストオレンジスターク高校でフットボールをプレー。ディフェンシブバック、ランニングバック、ワイドレシーバーのポジションでプレーし、3年間で112タックル、11インターセプト、2キックオフリターンタッチダウンと2パントリターンタッチダウン、また1,850ラッシングヤードと2,140レシーブヤードを記録した。
陸上競技でも活躍し、4×200メートルリレーチームのメンバーとして1分27秒92で州大会の決勝に進出した。2007年の地域大会では、走り幅跳びで7.14メートルを記録して2位となった。

### 大学時代
2007年、テキサス大学オースティン校に入学し、テキサス・ロングホーンズフットボールチームでプレーした。2008年にはロングホーンズのストロングセイフティとして全13試合に出場し、70タックル、13パスブレーク、2インターセプト、4フォースドファンブルを記録し、全米フットボールライター協会、カレッジフットボールニュース、スポーティングニュースからフレッシュマンオールアメリカンチームに選出された。この年チームはビッグ12カンファレンスにおいてスコアリング・ディフェンス (18.8点/ゲーム）、トータルディフェンス（342.9ヤード）、ラッシングディフェンス (83.5ヤード）で1位となった。
2009年は14試合に出場し、65タックル、16パスブレーク、8インターセプト（うちリターンタッチダウン2回）、1フォースドファンブルを記録した。チームはレギュラーシーズンで無敗でビッグ12カンファレンス優勝を果たし、2010年1月のBCSナショナル・チャンピオンシップ・ゲームに進出したがアラバマ大学クリムゾンタイドに敗れた。全米フットボールコーチ協会、AP通信、全米フットボールライター協会、ウォルターキャンプフットボール財団からオールアメリカンチームに選ばれた。
カレッジでのプレーを2年間残していたたが、2010年のNFLドラフトにエントリーすることを決めた。

## NFL
ドラフト前には、NFLのドラフト専門家やスカウトによって1巡目指名されると予想されていた。スカウティングコンバインでの40ヤード走4.43秒はセイフティ中1位、ベンチプレス21回は3位であり、エリック・ベリーと並ぶトッププロスペクトと評価された。
| 身長                       | 体重           | 腕の長さ          | ハンドスパン     | 40ヤード走 | 10ヤード スプリット | 20ヤード スプリット | 垂直飛び       | 立ち幅跳び             | ベンチプレス |
| -------------------------- | -------------- | ----------------- | ---------------- | ---------- | ------------------- | ------------------- | -------------- | ---------------------- | ------------ |
| 5フィート10.25インチ 1.78m | 208ポンド 94kg | 31.25インチ 0.79m | 9.38インチ 0.24m | 4.43秒     | 1.56秒              | 2.50秒              | 32インチ 0.81m | 9フィート5インチ 2.87m | 21回         |

### シアトル・シーホークス
2010年のNFLドラフトにおいて、シアトル・シーホークスに1巡目（全体14位）で指名された。2010年のドラフトではエリック・ベリーに次いで2人目のセイフティであった。
2010年7月31日、シーホークスと5年総額1830万ドルの契約を結んだ。

#### 2010年シーズン：ルーキーイヤー
ルーキーシーズンの開幕戦からフリーセイフティとして先発出場した。このシーズンの16試合すべてに先発し、76タックル（64ソロタックル）、7パス防御、5インターセプト、1フォースドファンブルを記録した。
第12週のカンザスシティ・チーフス戦では、チーフスのパントをケナード・コックスがブロックし、トーマスがボールを拾い上げリターンタッチダウンを決めた。
チームは7勝9敗でNFC西地区優勝を飾りプレーオフ進出を果たした。ワイルドカードラウンドのニューオーリンズ・セインツ戦では勝利したが、ディヴィジョナルラウンドではシカゴ・ベアーズに敗れシーズン終了となった。
ルーキーながら活躍をみせたが、チームとしてはトータルディフェンス（被ヤード）27位、スコアリングディフェンス25位、ランディフェンス21位、パスディフェンス27位、テイクアウェイ25位と低迷した。

#### 2011年シーズン：LOBの始まり

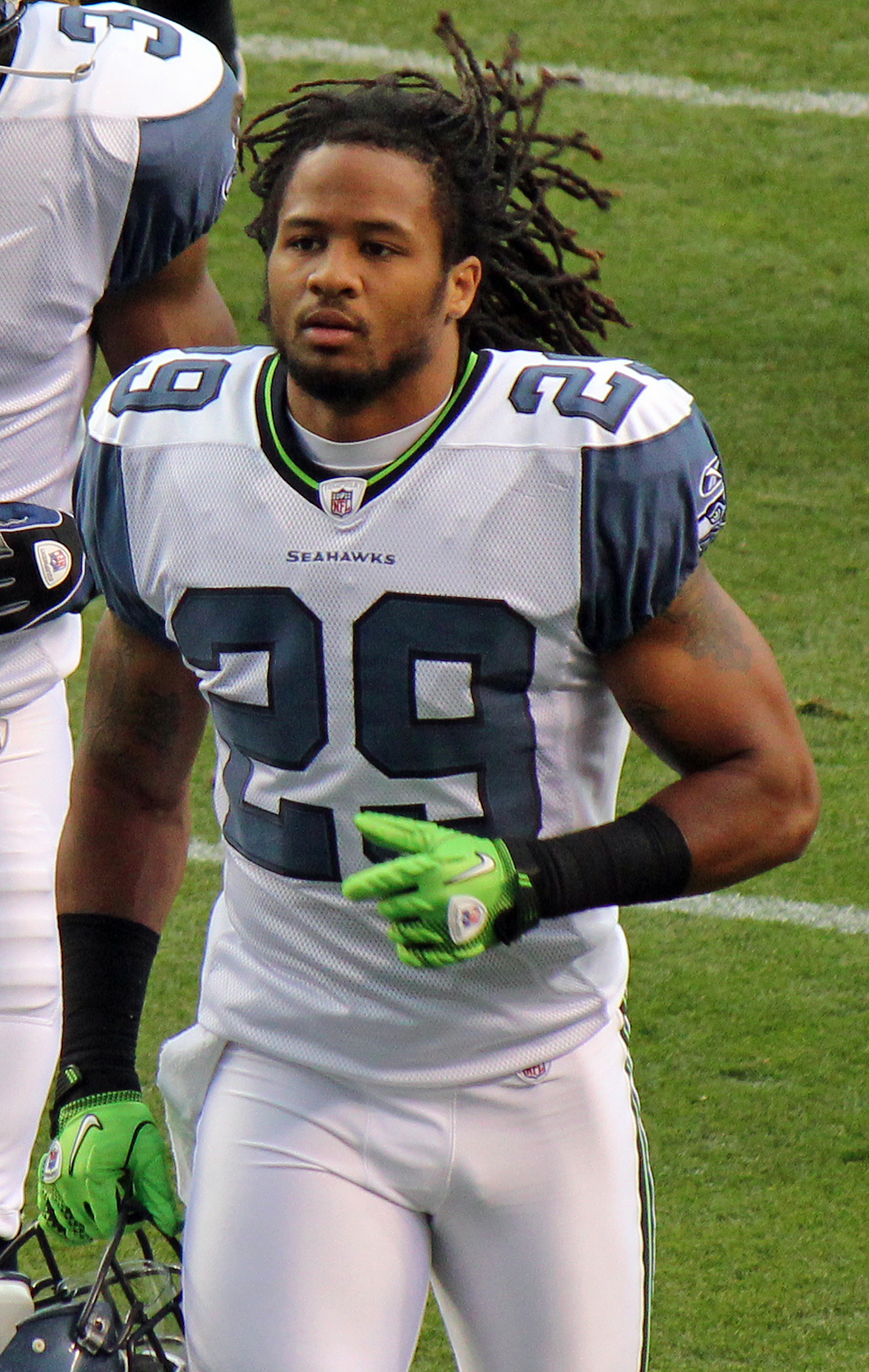
2011年のトーマス

このシーズンから、先発ストロングセイフティとなったタッグを組むことととった。チャンセラーはトーマスと同じく2010年にシーホークスにドラフトされ、ルーキーシーズンは控えセイフティおよびスペシャルチームでプレイしていた。また、2011年のドラフトでシーホークスは5巡目全体154位でコーナーバックのリチャード・シャーマンを獲得していた。シャーマンはルーキーながらシーズン途中から先発として10試合に出場した。
このシーズンの16試合すべてに先発し、98タックル（69ソロタックル）、7パス防御、2インターセプト、1フォースドファンブルを記録した。チームとしてはトータルディフェンス（被ヤード）9位、スコアリングディフェンス7位、ランディフェンス15位、パスディフェンス11位、テイクアウェイ5位と劇的な改善をみせた。チャンセラーとシャーマンはともに4インターセプトを記録した。
チームは7勝9敗でNFC西地区3位となりプレーオフ進出を逃した。
初のプロボウルに選出された。また、セカンドチーム・オールプロにも選ばれた。

#### 2012年シーズン：リーグトップディフェンスへ
シーズン開幕直前の2012年8月2日、カム・チャンセラーがシアトルのラジオ局KIROの番組にゲスト出演した際、チームのセカンダリーの愛称を提案するようファンに呼びかけた。様々な案がツイッターで送られてきたが、「Legion of Boom」という語が特に気に入った。その後、LOBという語はシーホークスのセカンダリー陣を指す語として定着した。
このシーズン、昨年に引き続いてトーマスとチャンセラーが先発セーフティコンビとして活躍し、シャーマンは右コーナーバックの地位を確立した。この年のディフェンスは昨年をさらに上回る改善をみせ、トータルディフェンス（被ヤード）4位、スコアリングディフェンス1位、ランディフェンス10位、パスディフェンス6位、テイクアウェイ5位であった。トーマスは16試合すべてに先発し、66タックル（42ソロタックル）、8パス防御、3インターセプト、1フォースドファンブルを記録した。シャーマンは8インターセプトを記録した。
この年のドラフトでは、シーホークスは2巡目でラインバッカーのボビー・ワグナー、3巡目でクォーターバックのラッセル・ウィルソンを獲得し、ともにルーキーながらレギュラーとして活躍した。チームは11勝5敗で西地区2位となり、第5シードでプレーオフに進出した。ワイルドカードラウンドのワシントン・レッドスキンズ戦では、トーマスはロバート・グリフィン3世が投じたパスをインターセプトするなど活躍し、24–14での勝利に貢献した。翌週のディビジョナルラウンドのアトランタ・ファルコンズ戦でもマット・ライアンのパスをインターセプトしたが、試合は30–28で敗れシーズン終了となった。
2年連続でプロボウルに選出された。また、シャーマンとともにファーストチーム・オールプロに選ばれた。

#### 2013年シーズン：スーパーボウル制覇
昨年までシーホークスのディフェンシブ・コーディネーター（DC）を務めていたガス・ブラッドリーがジャクソンビル・ジャガーズのヘッドコーチとなったことを受け、このシーズンからダン・クインが新DCとなった。
このシーズンの16試合すべてに先発し、キャリアハイの105タックル（78ソロタックル）、9パス防御、5インターセプト、2フォースドファンブルを記録した。チームのディフェンス全体もほとんど隙がなく、トータルディフェンス（被ヤード）1位、スコアリングディフェンス1位、ランディフェンス8位、パスディフェンス1位、テイクアウェイ1位であった。
チームは13勝3敗で西地区優勝を決め、第1シードでプレーオフに進出した。ディビジョナルラウンドでニューオーリンズ・セインツに23–15で勝利し、翌週のNFCチャンピオンシップゲームではサンフランシスコ・フォーティナイナーズを23–17で破り第48回スーパーボウル進出を決めた。対戦相手となったデンバー・ブロンコスは、スコアリングオフェンス、トータルオフェンス、パッシングタッチダウン数いずれもリーグ1位で、名実ともにオフェンス1位とディフェンス1位の対決となった。試合はシーホークスが43–8で圧勝し、チーム史上初のスーパーボウル制覇となった。トーマスはポストシーズンの3試合で24タックル、3パス防御の成績であった。
3年連続でプロボウルに選出。また、前年度に引き続いてシャーマンとともにファーストチーム・オールプロに選ばれた。

#### 2014年シーズン：2年連続のスーパーボウル出場

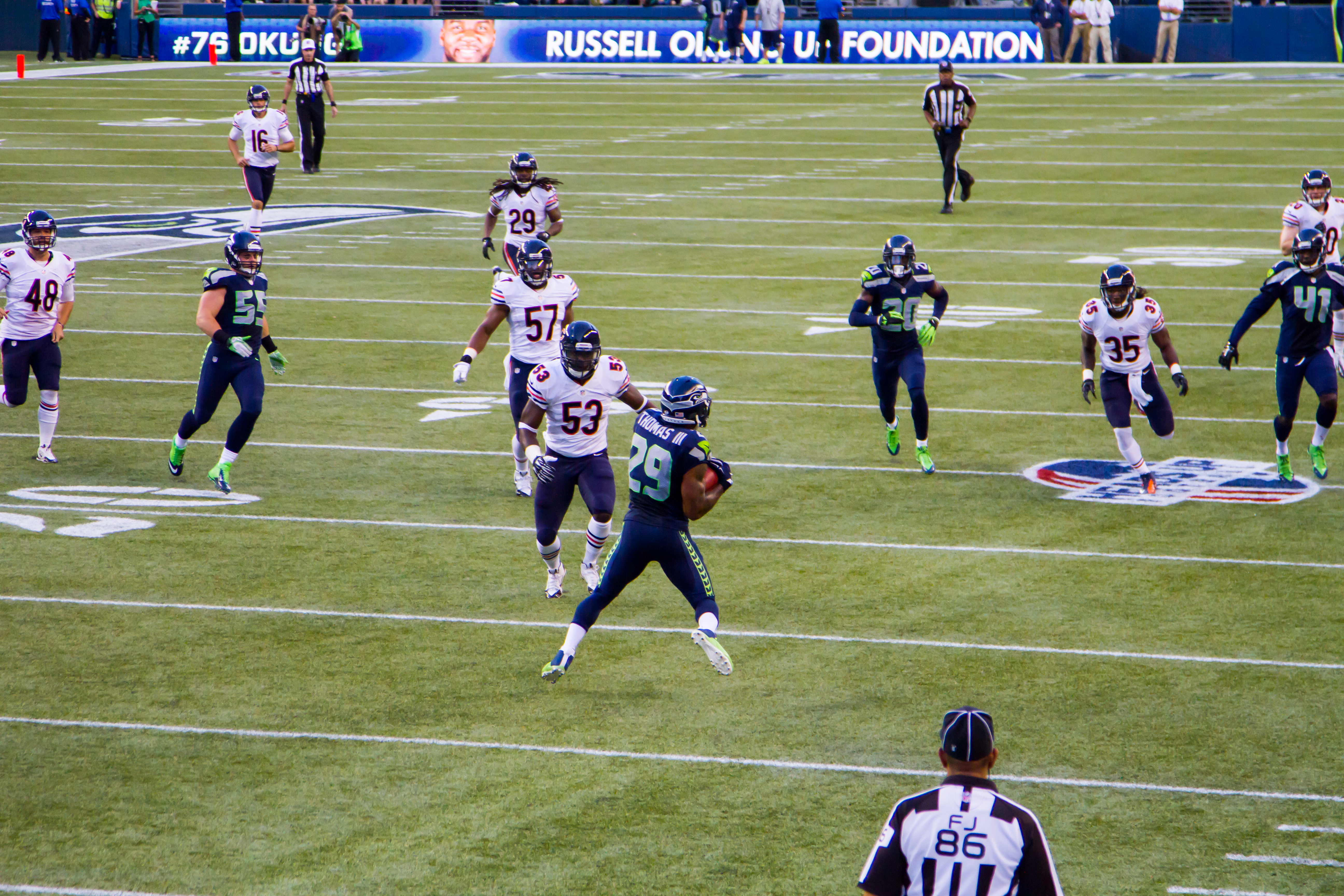
パントリターナーとして起用されたトーマス（2014年プレシーズンのシカゴ・ベアーズ戦）

2014年4月28日、シーホークスはトーマスと4年4000万ドルで契約延長し、この時点でのセイフティの史上最高年俸となった。
このシーズンの16試合すべてに先発し、97タックル（71ソロタックル）、5パス防御、1インターセプト、4フォースドファンブルを記録した。チームのディフェンスは、トータルディフェンス（被ヤード）1位、スコアリングディフェンス1位、ランディフェンス3位、パスディフェンス1位と高いレベルを維持したが、テイクアウェイは前年度の39回から20回に減少しリーグ20位となった。
チームは12勝4敗で2年連続の西地区優勝を決め、第1シードでプレーオフに進出した。ディビジョナルラウンドではカロライナ・パンサーズに31–17で勝利した。翌週のNFCチャンピオンシップゲームではグリーンベイ・パッカーズをオーバータイムの末28–22で破り第49回スーパーボウル進出を決めた。トーマスはこの試合の前半に肩を負傷したが、手当てを受け試合の大部分に出場した。またシャーマンもこの試合で左ひじを負傷した。 結果的には両者ともこの試合での負傷に対してオフシーズンに手術を必要とした。
第49回スーパーボウルはニューイングランド・ペイトリオッツとの対戦となった。試合は大接戦となったが28–24でペイトリオッツの勝利となった。トーマスはポストシーズンの3試合で24タックル、2パス防御、1フォースドファンブルを記録した。
4年連続でプロボウルに選出。また、シャーマンとともに3年連続のファーストチーム・オールプロに選ばれた。

#### 2015年シーズン
2015年2月24日、トーマスは前述の肩の怪我に対する手術を受けた。このためトレーニングキャンプとプレシーズンを欠場した。 しかしレギュラーシーズンには間に合い、全試合に先発出場した。
前年度までのDCダン・クインがアトランタ・ファルコンズのヘッドコーチに就任したため、シーホークスのディフェンシブバックコーチであったクリス・リチャードがDCに昇格した。
セイフティでペアを組んでいたチャンセラーが契約問題のためレギュラーシーズン開幕戦から不出場であった。結果的にチームは2連敗スタートとなった。第3週以降チャンセラーは復帰し、残りを10勝4敗で乗り切ったチームは西地区2位となり第6シードでプレーオフ進出を決めた。ワイルドカードラウンドではミネソタ・バイキングスとの対戦となり10–9で勝利した。続くディビジョナルラウンドではパンサーズに31–24で敗れシーズン終了となった。
このシーズンの16試合すべてに先発し、64タックル（45ソロタックル）、9パス防御、5インターセプト、1フォースドファンブルを記録した。チームのディフェンスは、トータルディフェンス（被ヤード）2位、スコアリングディフェンス2位、ランディフェンス1位、パスディフェンス1位、テイクアウェイ16位であった。
5年連続でプロボウルに選出された。

#### 2016年シーズン
このシーズンも開幕戦から先発出場を続けていたが、第11週のフィラデルフィア・イーグルス戦でハムストリングスを負傷し途中退場した。翌週のタンパベイ・バッカニアーズ戦はキャリアで初めての欠場となった。第13週のパンサーズ戦で復帰したが、第2クォーターにチームメイトのチャンセラーと接触し脛骨を骨折した。トーマスは負傷後まもなく、引退も考えているとツイートした。この怪我によりトーマスの2016年シーズンは終了した。
このシーズンは11試合に先発し、48タックル（24ソロタックル）、10パス防御、2インターセプトを記録した。チームのディフェンスは、トータルディフェンス（被ヤード）5位、スコアリングディフェンス3位、ランディフェンス7位、パスディフェンス8位、テイクアウェイ19位であった。

#### 2017年シーズン
前年度の骨折から回復し、開幕戦から先発出場した。このシーズンの14試合に先発し、88タックル（56ソロタックル）、7パス防御、2インターセプトを記録した。チームのディフェンスは、トータルディフェンス（被ヤード）11位、スコアリングディフェンス13位、ランディフェンス6位、パスディフェンス19位、テイクアウェイ10位であった。
自身6度目のプロボウルに選ばれた。また、セカンドチーム・オールプロにも選ばれた。
このオフシーズン、シャーマンが地区ライバルのフォーティナイナーズに移籍した。

#### 2018年シーズン
2018年シーズン開始に先立って、この年が契約最終年となるトーマスは、シーホークスが契約延長を行うか、そうでなければ他チームへのトレードを行うまでホールドアウトを行うと宣言した。トレーニングキャンプとプレシーズンをすべて欠席したが、開幕週の数日前にチームに合流した。
9月9日のブロンコスとの開幕戦では、試合開始わずか5分で、クォーターバックのケース・キーナムからインターセプトを記録し、9シーズン連続でのインターセプトとなった。しかし第4週のアリゾナ・カージナルス戦で、トーマスは第4クォーターに下腿を骨折した。空気ギブスを装着した状態でフィールドからカートで運ばれる際にキャロルヘッドコーチらのいるサイドラインに向けて中指を立てた。これがトーマスのシーホークスでの最後の試合となった。契約延長を求めたトーマス、契約延長を行わなかったシーホークス、トーマスが中指を立てたジェスチャーなどに対して様々な意見が交わされた。

### ボルティモア・レイブンズ

#### 2019年シーズン
フリーエージェントとなり、複数のチームが興味を示した。フリーエージェンシー初日の2019年3月12日、トーマスはチーフスと1年1200万ドルの契約に口頭で合意したが、土壇場でより良い条件を出したボルティモア・レイブンズが最終的に契約を勝ち取った。2019年3月13日、トーマスはレイブンズと4年5500万ドルの契約を結んだ。
開幕戦のマイアミ・ドルフィンズ戦で、ディフェンス機会となった最初のドライブで早速インターセプトを決めた。このシーズンの15試合に先発出場し、49タックル（32ソロタックル）、4パス防御、2インターセプト、1フォースドファンブルを記録した。トーマスは自身7度目のプロボウルに選ばれた。
チームはQBラマー・ジャクソンの大活躍で14勝2敗でAFC北地区優勝、第1シードでプレーオフに進出した。しかしながらディビジョナルラウンドでテネシー・タイタンズに敗れ、シーズン終了となった。

#### 2020年シーズン
2020年8月21日、練習中にトーマスと同僚セイフティのチャック・クラークが口論となった末にトーマスがクラークを殴ったため帰宅を命じられた。8月23日、チームはトーマスの放出を発表した。ヘッドコーチのジョン・ハーボーはチームのリーダー格の選手らから意見を聞いたが、トーマスの復帰を望む声は少なかったと報じられた。

## NFLでの成績
| 凡例・略称 | 凡例・略称           |
| ---------- | -------------------- |
| 太字       | キャリアハイ         |
| FF         | フォースドファンブル |
| FR         | ファンブルリカバリー |
| Yd         | リターンヤード       |
| TD         | タッチダウン         |
| PD         | パス防御             |

### レギュラーシーズン
| 年   | チーム | 出場 | タックル | タックル | タックル | タックル | ファンブル | ファンブル | ファンブル | インターセプト | インターセプト | インターセプト | インターセプト | インターセプト | インターセプト |
| 年   | チーム | 出場 | 総数     | ソロ     | アシスト | サック   | FF         | FR         | Yd         | 計             | Yd             | 平均           | 最長           | TD             | PD             |
| ---- | ------ | ---- | -------- | -------- | -------- | -------- | ---------- | ---------- | ---------- | -------------- | -------------- | -------------- | -------------- | -------------- | -------------- |
| 2010 | SEA    | 16   | 76       | 64       | 12       | 0.0      | 1          | 0          | 0          | 5              | 68             | 13.6           | 34             | 0              | 7              |
| 2011 | SEA    | 16   | 98       | 69       | 29       | 0.0      | 1          | 2          | 0          | 2              | 19             | 9.5            | 11             | 0              | 7              |
| 2012 | SEA    | 16   | 66       | 42       | 24       | 0.0      | 1          | 1          | 0          | 3              | 80             | 26.7           | 57             | 1              | 9              |
| 2013 | SEA    | 16   | 105      | 78       | 27       | 0.0      | 2          | 0          | 0          | 5              | 9              | 1.8            | 11             | 0              | 9              |
| 2014 | SEA    | 16   | 97       | 71       | 26       | 0.0      | 4          | 1          | 0          | 1              | 47             | 47.0           | 47             | 0              | 5              |
| 2015 | SEA    | 16   | 64       | 45       | 19       | 0.0      | 1          | 0          | 0          | 5              | 67             | 13.4           | 32             | 0              | 9              |
| 2016 | SEA    | 11   | 48       | 24       | 24       | 0.0      | 0          | 1          | 34         | 2              | 5              | 2.5            | 5              | 1              | 10             |
| 2017 | SEA    | 14   | 88       | 56       | 32       | 0.0      | 1          | 0          | 0          | 2              | 97             | 48.5           | 78             | 1              | 7              |
| 2018 | SEA    | 4    | 22       | 16       | 6        | 0.0      | 0          | 0          | 0          | 3              | 25             | 8.3            | 25             | 0              | 5              |
| 2019 | BAL    | 15   | 49       | 32       | 17       | 2.0      | 1          | 1          | 6          | 2              | 38             | 19.0           | 25             | 0              | 4              |
| 計   | 計     | 140  | 713      | 497      | 216      | 2.0      | 11         | 6          | 40         | 30             | 455            | 15.2           | 78             | 3              | 72             |

### ポストシーズン
| 年   | チーム | 出場 | タックル | タックル | タックル | タックル | ファンブル | ファンブル | ファンブル | インターセプト | インターセプト | インターセプト | インターセプト | インターセプト | インターセプト |
| 年   | チーム | 出場 | 総数     | ソロ     | アシスト | サック   | FF         | FR         | Yd         | 計             | Yd             | 平均           | 最長           | TD             | PD             |
| ---- | ------ | ---- | -------- | -------- | -------- | -------- | ---------- | ---------- | ---------- | -------------- | -------------- | -------------- | -------------- | -------------- | -------------- |
| 2010 | SEA    | 2    | 12       | 12       | 0        | 0.0      | 0          | 0          | 0          | 0              | 0              | 0.0            | 0              | 0              | 1              |
| 2012 | SEA    | 2    | 8        | 3        | 5        | 0.0      | 0          | 0          | 0          | 2              | 1              | 0.5            | 2              | 0              | 2              |
| 2013 | SEA    | 3    | 24       | 17       | 7        | 0.0      | 0          | 0          | 0          | 0              | 0              | 0.0            | 0              | 0              | 3              |
| 2014 | SEA    | 3    | 25       | 17       | 8        | 0.0      | 1          | 0          | 0          | 0              | 0              | 0.0            | 0              | 0              | 2              |
| 2015 | SEA    | 2    | 13       | 5        | 8        | 0.0      | 0          | 0          | 0          | 0              | 0.0            | 0              | 0              | 0              | 1              |
| 2019 | BAL    | 1    | 7        | 6        | 1        | 1.0      | 0          | 0          | 0          | 0              | 0              | 0.0            | 0              | 0              | 0              |
| 計   | 計     | 13   | 89       | 60       | 29       | 1.0      | 1          | 0          | 0          | 2              | 1              | 0.5            | 2              | 0              | 9              |